# Darling Downs
Darling Downs são uma região agrícola nas encostas ocidentais da Grande Cordilheira Divisória, no sul de Queensland, na Austrália. Downs estão a oeste do sudeste de Queensland e são uma das principais regiões do estado. O nome foi geralmente aplicado a uma área próxima à bacia hidrográfica do rio Condamine, a montante do município de Condamine, mas agora é aplicada a uma região mais ampla, compreendendo as áreas de autoridade local de Southern Downs, Western Downs, Toowoomba e Goondiwindi. O nome Darling Downs foi dado em 1827 por Allan Cunningham, o primeiro explorador europeu a chegar à área e reconhece o então governador de Nova Gales do Sul, Ralph Darling.